# Fredrikstad Fotballklubb 2015
Questa voce raccoglie le informazioni riguardanti il Fredrikstad Fotballklubb nelle competizioni ufficiali della stagione 2015.

## Stagione
Il 7 maggio 2015, Håkon Wibe-Lund è stato sollevato dall'incarico di allenatore del Fredrikstad. Al suo posto, sono stati scelti Jan Tore Ophaug ed Aleksander Olsen, ad interim. Il 20 maggio, Arne Erlandsen è diventato il nuovo allenatore della squadra.
Il Fredrikstad ha chiuso la stagione al 12º posto, raggiungendo così la salvezza. L'avventura nel Norgesmesterskapet 2015 è terminata invece al secondo turno della competizione, con l'eliminazione ai tiri di rigore contro il Kvik Halden. Simen Rafn è stato il giocatore più utilizzato in stagione a quota 31 presenze, di cui 30 in campionato; Henrik Kjelsrud Johansen è stato il miglior marcatore con 11 reti, tutte siglate in campionato.

## Maglie e sponsor
Lo sponsor tecnico per la stagione 2015 è stato Adidas, mentre lo sponsor ufficiale è stato Stabburet. La divisa casalinga fu composta da una maglietta bianca con inserti rossi, pantaloncini rossi e calzettoni bianchi. La divisa da trasferta fu invece completamente nera, con rifiniture bianche.
| Casa | Trasferta |

## Rosa
| N. |                        | Ruolo | Calciatore               |
| -- | ---------------------- | ----- | ------------------------ |
| 1  | Norvegia (bandiera)    | P     | Alexander Vangen         |
| 2  | Norvegia (bandiera)    | C     | Roger Risholt            |
| 3  | Inghilterra (bandiera) | D     | Netan Sansara            |
| 4  | Canada (bandiera)      | D     | Adam Straith             |
| 5  | Svezia (bandiera)      | C     | Amin Nazari              |
| 6  | Svezia (bandiera)      | D     | Johan Hammar             |
| 7  | Norvegia (bandiera)    | A     | Rozhat Shaswari          |
| 9  | Norvegia (bandiera)    | A     | Steffen Nystrøm          |
| 10 | Norvegia (bandiera)    | A     | Dag Alexander Olsen      |
| 11 | Nigeria (bandiera)     | C     | Julius Adaramola         |
| 12 | Norvegia (bandiera)    | P     | Håvar Grøntvedt Jenssen  |
| 13 | El Salvador (bandiera) | A     | Rafael Burgos            |
| 14 | Norvegia (bandiera)    | A     | Andreas Aalbu            |
| 15 | Norvegia (bandiera)    | A     | Kenneth Di Vita Jensen   |
| 16 | Svezia (bandiera)      | C     | Sal Jobarteh             |
| 17 | Norvegia (bandiera)    | A     | Henrik Kjelsrud Johansen |
| 18 | Norvegia (bandiera)    | C     | Christian Berg           |

| N. |                           | Ruolo | Calciatore               |
| -- | ------------------------- | ----- | ------------------------ |
| 19 | Norvegia (bandiera)       | C     | Simen Standerholen       |
| 20 | Norvegia (bandiera)       | C     | Håvard Åsheim            |
| 21 | Norvegia (bandiera)       | D     | Simen Rafn               |
| 22 | Costa d'Avorio (bandiera) | D     | Hermann Pleple           |
| 22 | Norvegia (bandiera)       | D     | Ola Lønn Jenssen         |
| 23 | Norvegia (bandiera)       | C     | Tim André Nilsen         |
| 24 | Norvegia (bandiera)       | A     | Anas Farah Ali           |
| 25 | Finlandia (bandiera)      | P     | Jon Masalin              |
| 27 | Norvegia (bandiera)       | A     | Herman Blystad           |
| 28 | Norvegia (bandiera)       | D     | Ludvik Begby             |
| 29 | Norvegia (bandiera)       | C     | Filip Johansen Westgaard |
| 31 | Norvegia (bandiera)       | P     | Aleksander Karstensen    |
| 32 | Norvegia (bandiera)       | D     | Håvard Segtnan Thun      |
| 33 | Norvegia (bandiera)       | C     | Tobias Knudsen           |
| 34 | Norvegia (bandiera)       | D     | Ismar Dizdar             |
| 35 | Norvegia (bandiera)       | A     | Muhamed Berisha          |
| 69 | Francia (bandiera)        | D     | Loïc Abenzoar            |

## Calciomercato

### Sessione invernale(dal 01/01 al 31/03)
| Arrivi | Arrivi                   | Arrivi   | Arrivi     |
| R.     | Nome                     | da       | Modalità   |
| ------ | ------------------------ | -------- | ---------- |
| D      | Loïc Abenzoar            |          | svincolato |
| D      | Johan Hammar             | Malmö FF | prestito   |
| D      | Adam Straith             |          | svincolato |
| C      | Amin Nazari              | Malmö FF | prestito   |
| A      | Rafael Burgos            | Ried     | definitivo |
| A      | Henrik Kjelsrud Johansen | Odd      | prestito   |

| Partenze | Partenze        | Partenze     | Partenze   |
| R.       | Nome            | a            | Modalità   |
| -------- | --------------- | ------------ | ---------- |
| D        | Haitam Aleesami | IFK Göteborg | definitivo |
| D        | Lars Grorud     |              | svincolato |
| D        | Vidar Martinsen |              | svincolato |
| C        | Bjørnar Holmvik |              | svincolato |
| C        | Nicolay Solberg |              | svincolato |
| A        | Robert Stene    |              | svincolato |

### Sessione estiva(dal 22/07 al 18/08)
| Arrivi | Arrivi                 | Arrivi          | Arrivi     |
| R.     | Nome                   | da              | Modalità   |
| ------ | ---------------------- | --------------- | ---------- |
| P      | Alexander Vangen       | Ullensaker/Kisa | definitivo |
| D      | Sal Jobarteh           | Moss            | definitivo |
| C      | Roger Risholt          | Sandefjord      | definitivo |
| A      | Andreas Aalbu          | Bærum           | definitivo |
| A      | Kenneth Di Vita Jensen | Lommedalen      | definitivo |
| A      | Tim André Nilsen       | Mjøndalen       | prestito   |

| Partenze | Partenze         | Partenze | Partenze   |
| R.       | Nome             | a        | Modalità   |
| -------- | ---------------- | -------- | ---------- |
| D        | Ola Lønn Jenssen | Moss     | prestito   |
| A        | Rafael Burgos    | FAS      | definitivo |
| A        | Rozhat Shaswari  |          | svincolato |

### Dopo la sessione estiva
| Arrivi | Arrivi         | Arrivi | Arrivi     |
| R.     | Nome           | da     | Modalità   |
| ------ | -------------- | ------ | ---------- |
| D      | Hermann Pleple |        | svincolato |

| Partenze | Partenze | Partenze | Partenze |
| R.       | Nome     | a        | Modalità |
| -------- | -------- | -------- | -------- |

## Risultati

### 1. divisjon

#### Girone di andata
| Arbitro: | Lundby (Bøverbru) |

|                       |           |               |
| Kjelsrud Johansen 90’ | Marcatori | 21’ Huseklepp |

| Arbitro: | Hauge |

|          |           |            |
| Wrele 4’ | Marcatori | 87’ Burgos |

| Arbitro: | Hansen (Feda) |

|                                    |           |                             |
| Shaswari 38’ Kjelsrud Johansen 59’ | Marcatori | 80’ López 84’ (rig.) Stokke |

| Arbitro: | Hagenes |

|                       |           |  |
| Anyora 55’ Hæstad 84’ | Marcatori |  |

| Arbitro: | Smehus Kringstad |

|            |           |            |
| Nazari 51’ | Marcatori | 10’ Ueland |

| Arbitro: | Saggi |

|                    |           |  |
| P. Hammersland 74’ | Marcatori |  |

| Arbitro: | Gya |

|                                |           |                 |
| Sansara 4’ Nazari 18’ Rafn 81’ | Marcatori | 89’ Reginiussen |

| Arbitro: | Kristiansen Toppe |

|                                                                |           |             |
| Berget Skjølsvik 8’ Engblom 22’, 38’ Martin 23’, 62’ Aasen 81’ | Marcatori | 84’ Straith |

| Arbitro: | Eskås |

|                       |           |                                                      |
| Kjelsrud Johansen 82’ | Marcatori | 19’ D. Ulvestad 54’, 80’ Agdestein 73’ (rig.) Økland |

| Arbitro: | Steen |

|                        |           |                          |
| Nystrøm 10’ Hammar 32’ | Marcatori | 72’ Dalseth 88’ Vestvatn |

| Arbitro: | Tennøy |

|                  |           |  |
| Patronen 8’, 32’ | Marcatori |  |

| Fredrikstad 7 giugno 2015, ore 15:00 12ª giornata | Fredrikstad   | 0 – 0 referto | Strømmen | Fredrikstad Stadion (3.528 spett.)\| Arbitro: \| Hansen (Feda) \| |
| Arbitro:                                          | Hansen (Feda) |               |          |                                                                   |

| Arbitro: | Tennøy |

|                      |           |                                                 |
| Tollås 31’ Aalbu 63’ | Marcatori | 48’ Abenzoar 76’ Kjelsrud Johansen 77’ Shaswari |

| Arbitro: | Eskås |

|                       |           |  |
| Kjelsrud Johansen 67’ | Marcatori |  |

| Arbitro: | Eskås |

|                                |           |                                      |
| Skartun 66’ Retsius Grødem 90’ | Marcatori | 4’, 32’ Kjelsrud Johansen 45’ Nazari |

#### Girone di ritorno
| Arbitro: | Moen |

|                                         |           |             |
| Braaten 4’, 18’ Hopen 66’ (rig.), rig.’ | Marcatori | 56’ Straith |

| Arbitro: | Hauge |

|            |           |             |
| Nilsen 58’ | Marcatori | 90’ Braaten |

| Arbitro: | Moen |

|                 |           |  |
| D. Ulvestad 43’ | Marcatori |  |

| Arbitro: | Jonsson Trædal |

|                   |           |          |
| Nilsen 84’ (rig.) | Marcatori | 78’ Sarr |

| Arbitro: | Smehus Kringstad |

|                    |           |                               |
| Achrifi 90’ (rig.) | Marcatori | 55’ Åsheim 85’ Di Vita Jensen |

| Arbitro: | Eskås |

|                                                    |           |  |
| Edvardsen 14’ Jenssen 39’ Hagen 46’ Omoijuanfo 52’ | Marcatori |  |

| Fredrikstad 30 agosto 2015, ore 18:00 22ª giornata                                         | Fredrikstad | 3 – 2 referto             | Sandnes Ulf | Fredrikstad Stadion (3.645 spett.) |
| \| \| \| \| \| Nilsen 30’ Aalbu 48’ Begby 51’ \| Marcatori \| 29’, 61’ Berget Skjølsvik \| |             |                           |             |                                    |
|                                                                                            |             |                           |             |                                    |
| Nilsen 30’ Aalbu 48’ Begby 51’                                                             | Marcatori   | 29’, 61’ Berget Skjølsvik |             |                                    |

| Arbitro: | Smehus Kringstad |

|                                                                   |           |  |
| Huseklepp 11’ Grønner 23’, 36’ Lie Skålevik 31’ Barmen 65’ (rig.) | Marcatori |  |

| Fredrikstad 20 settembre 2015, ore 18:00 24ª giornata        | Fredrikstad | 2 – 0 referto | Bryne | Fredrikstad Stadion (3.796 spett.) |
| \| \| \| \| \| Nilsen 35’ Lode 39’ (aut.) \| Marcatori \| \| |             |               |       |                                    |
|                                                              |             |               |       |                                    |
| Nilsen 35’ Lode 39’ (aut.)                                   | Marcatori   |               |       |                                    |

| Arbitro: | Borgersen (Oslo) |

|                                   |           |                                      |
| Straith 7’ (aut.) Ruud Tveter 64’ | Marcatori | 20’ Begby 29’, 56’ Kjelsrud Johansen |

| Arbitro: | Tennøy |

|                                                   |           |                                 |
| Nilsen 15’ Kjelsrud Johansen 50’ (rig.) Aalbu 90’ | Marcatori | 32’ Aubert 59’ Nedrebø 77’ Alba |

| Arbitro: | Moen |

|                                            |           |  |
| Rømo Skille 8’ Stene 45’, 78’ Blakstad 59’ | Marcatori |  |

| Arbitro: | Tennøy |

|            |           |                         |
| Straith 1’ | Marcatori | 20’ Myklebust 68’ Moltu |

| Arbitro: | Eskås |

|                                               |           |                                             |
| Ueland 24’ (rig.) Stephensen 66’ Soltvedt 67’ | Marcatori | 51’ Nilsen 54’ Kjelsrud Johansen 87’ Åsheim |

| Arbitro: | Smehus Kringstad |

|           |           |             |
| Aalbu 11’ | Marcatori | 90’ Sødlund |

### Norgesmesterskapet
| Arbitro: | Hansen (Feda) |

|           |           |                                            |
| Gimre 37’ | Marcatori | 4’ Nystrøm 12’, 16’, 52’ Nazari 36’ Hammar |

| Arbitro: | Jonsson Trædal |

|                                                    |                      |                                     |
| Myhren Bouchleh 57’ Berglund 73’                   | Marcatori            | 23’ Nystrøm 47’ Nazari              |
| Hoel Andersen Taletovic Mehmeti Turkaj Engebretsen | Tiri di rigore 4 – 3 | Nazari Nystrøm Straith Olsen Burgos |

## Statistiche

### Statistiche di squadra
| Competizione       | Punti | In casa | In casa | In casa | In casa | In casa | In casa | In trasferta | In trasferta | In trasferta | In trasferta | In trasferta | In trasferta | Totale | Totale | Totale | Totale | Totale | Totale | DR  |
| Competizione       | Punti | G       | V       | N       | P       | Gf      | Gs      | G            | V            | N            | P            | Gf           | Gs           | G      | V      | N      | P      | Gf     | Gs     | DR  |
| ------------------ | ----- | ------- | ------- | ------- | ------- | ------- | ------- | ------------ | ------------ | ------------ | ------------ | ------------ | ------------ | ------ | ------ | ------ | ------ | ------ | ------ | --- |
| 1. divisjon        | 35    | 15      | 4       | 9       | 2       | 23      | 21      | 15           | 4            | 2            | 9            | 18           | 40           | 30     | 8      | 11     | 11     | 41     | 61     | -20 |
| Norgesmesterskapet | -     | 0       | 0       | 0       | 0       | 0       | 0       | 2            | 1            | 1            | 0            | 7            | 3            | 2      | 1      | 1      | 0      | 7      | 3      | +4  |
| Totale             | -     | 15      | 4       | 9       | 2       | 23      | 21      | 17           | 5            | 3            | 9            | 25           | 43           | 32     | 9      | 12     | 11     | 48     | 64     | -16 |

### Statistiche dei giocatori
| Giocatore             | 1. divisjon | 1. divisjon | 1. divisjon | 1. divisjon | Norgesmesterskapet | Norgesmesterskapet | Norgesmesterskapet | Norgesmesterskapet | Coppe europee | Coppe europee | Coppe europee | Coppe europee | Altre coppe | Altre coppe | Altre coppe | Altre coppe | Totale   | Totale | Totale      | Totale     |
| Giocatore             | Presenze    | Reti        | Ammonizioni | Espulsioni  | Presenze           | Reti               | Ammonizioni        | Espulsioni         | Presenze      | Reti          | Ammonizioni   | Espulsioni    | Presenze    | Reti        | Ammonizioni | Espulsioni  | Presenze | Reti   | Ammonizioni | Espulsioni |
| --------------------- | ----------- | ----------- | ----------- | ----------- | ------------------ | ------------------ | ------------------ | ------------------ | ------------- | ------------- | ------------- | ------------- | ----------- | ----------- | ----------- | ----------- | -------- | ------ | ----------- | ---------- |
| A. Aalbu              | 11          | 3           | 0           | 0           | -                  | -                  | -                  | -                  |               |               |               |               |             |             |             |             | 11       | 3      | 0           | 0          |
| L. Abenzoar           | 20          | 1           | 5           | 1           | 2                  | 0                  | 0                  | 0                  |               |               |               |               |             |             |             |             | 22       | 1      | 5           | 1          |
| J. Adaramola          | 23          | 0           | 3           | 1           | 1                  | 0                  | 0                  | 0                  |               |               |               |               |             |             |             |             | 24       | 0      | 3           | 1          |
| H. Åsheim             | 24          | 2           | 3           | 0           | 1                  | 0                  | 0                  | 0                  |               |               |               |               |             |             |             |             | 25       | 2      | 3           | 0          |
| L. Begby              | 21          | 2           | 1           | 0           | 2                  | 0                  | 0                  | 0                  |               |               |               |               |             |             |             |             | 23       | 2      | 1           | 0          |
| C. Berg               | 0           | 0           | 0           | 0           | 0                  | 0                  | 0                  | 0                  |               |               |               |               |             |             |             |             | 0        | 0      | 0           | 0          |
| M. Berisha            | 0           | 0           | 0           | 0           | 0                  | 0                  | 0                  | 0                  |               |               |               |               |             |             |             |             | 0        | 0      | 0           | 0          |
| H. Blystad            | 1           | 0           | 0           | 0           | 0                  | 0                  | 0                  | 0                  |               |               |               |               |             |             |             |             | 1        | 0      | 0           | 0          |
| R. Burgos             | 8           | 1           | 1           | 0           | 2                  | 0                  | 0                  | 0                  |               |               |               |               |             |             |             |             | 10       | 1      | 1           | 0          |
| K. Di Vita Jensen     | 11          | 1           | 3           | 0           | 0                  | 0                  | 0                  | 0                  |               |               |               |               |             |             |             |             | 11       | 1      | 3           | 0          |
| I. Dizdar             | 0           | 0           | 0           | 0           | 0                  | 0                  | 0                  | 0                  |               |               |               |               |             |             |             |             | 0        | 0      | 0           | 0          |
| A. Farah Ali          | 0           | 0           | 0           | 0           | 0                  | 0                  | 0                  | 0                  |               |               |               |               |             |             |             |             | 0        | 0      | 0           | 0          |
| H. Grøntvedt Jenssen  | 20          | -40         | 2           | 0           | 2                  | -3                 | 0                  | 0                  |               |               |               |               |             |             |             |             | 22       | -43    | 2           | 0          |
| J. Hammar             | 23          | 1           | 2           | 0           | 2                  | 1                  | 0                  | 0                  |               |               |               |               |             |             |             |             | 25       | 2      | 2           | 0          |
| D. Hasanagic          | 0           | 0           | 0           | 0           | 0                  | 0                  | 0                  | 0                  |               |               |               |               |             |             |             |             | 0        | 0      | 0           | 0          |
| S. Jobarteh           | 7           | 0           | 0           | 0           | -                  | -                  | -                  | -                  |               |               |               |               |             |             |             |             | 7        | 0      | 0           | 0          |
| F. Johansen Westgaard | 26          | 0           | 0           | 0           | 1                  | 0                  | 0                  | 0                  |               |               |               |               |             |             |             |             | 27       | 0      | 0           | 0          |
| A. Karstensen         | 0           | -0          | 0           | 0           | 0                  | -0                 | 0                  | 0                  |               |               |               |               |             |             |             |             | 0        | 0      | 0           | 0          |
| H. Kjelsrud Johansen  | 19          | 11          | 3           | 0           | 1                  | 0                  | 0                  | 0                  |               |               |               |               |             |             |             |             | 20       | 11     | 3           | 0          |
| A. Nazari             | 26          | 3           | 5           | 0           | 2                  | 4                  | 0                  | 0                  |               |               |               |               |             |             |             |             | 28       | 7      | 5           | 0          |
| T. Nilsen             | 14          | 6           | 1           | 1           | -                  | -                  | -                  | -                  |               |               |               |               |             |             |             |             | 14       | 6      | 1           | 1          |
| E. Mikalsen           | 0           | 0           | 0           | 0           | 0                  | 0                  | 0                  | 0                  |               |               |               |               |             |             |             |             | 0        | 0      | 0           | 0          |
| J. Masalin            | 10          | -21         | 1           | 0           | 0                  | -0                 | 0                  | 0                  |               |               |               |               |             |             |             |             | 10       | -21    | 1           | 0          |
| S. Nystrøm            | 12          | 1           | 0           | 0           | 2                  | 2                  | 0                  | 0                  |               |               |               |               |             |             |             |             | 14       | 3      | 0           | 0          |
| D. Olsen              | 16          | 0           | 1           | 0           | 2                  | 0                  | 0                  | 0                  |               |               |               |               |             |             |             |             | 18       | 0      | 1           | 0          |
| H. Pleple             | 0           | 0           | 0           | 0           | 0                  | 0                  | 0                  | 0                  |               |               |               |               |             |             |             |             | 0        | 0      | 0           | 0          |
| S. Rafn               | 30          | 1           | 2           | 0           | 1                  | 0                  | 0                  | 0                  |               |               |               |               |             |             |             |             | 31       | 1      | 2           | 0          |
| R. Risholt            | 11          | 0           | 2           | 0           | -                  | -                  | -                  | -                  |               |               |               |               |             |             |             |             | 11       | 0      | 2           | 0          |
| N. Sansara            | 29          | 1           | 4           | 0           | 1                  | 0                  | 1                  | 0                  |               |               |               |               |             |             |             |             | 30       | 1      | 5           | 0          |
| R. Shaswari           | 15          | 2           | 1           | 0           | 1                  | 0                  | 0                  | 0                  |               |               |               |               |             |             |             |             | 16       | 2      | 1           | 0          |
| S. Standerholen       | 0           | 0           | 0           | 0           | 0                  | 0                  | 0                  | 0                  |               |               |               |               |             |             |             |             | 0        | 0      | 0           | 0          |
| A. Straith            | 21          | 4           | 4           | 0           | 1                  | 0                  | 0                  | 0                  |               |               |               |               |             |             |             |             | 22       | 4      | 4           | 0          |
| A. Vangen             | 0           | -0          | 0           | 0           | -                  | -                  | -                  | -                  |               |               |               |               |             |             |             |             | 0        | 0      | 0           | 0          |